# Geochimica
La geochimica è una branca della chimica e una disciplina delle scienze della Terra che studia le unità geologiche e le loro componenti, osservando la loro evoluzione nello spazio e nel tempo, attraverso indagini sulla distribuzione e sul comportamento degli elementi chimici, dei loro diversi isotopi e delle loro combinazioni in molecole. 
Il termine "geochimica" venne per la prima volta utilizzato nel 1838 da Schönbein, scopritore dell'ozono. Agli inizi del secolo scorso si svilupparono, tra le altre, le opere di Goldschmidt e Vernadskij, i due ricercatori che maggiormente contribuirono al consolidamento di questa disciplina.

## Branche
La geochimica dell'idrosfera, o idrogeochimica, è un'area specifica della geochimica che tratta i processi di alterazione chimica delle rocce, come idratazione, idrolisi, ossidazione, e la loro interazione con l'ambiente ed i sistemi idrico e atmosferico;
inoltre tratta gli aspetti chimici delle acque superficiali e sotterranee, come la loro salinità, clorinità, tempo di residenza degli elementi ecc. Mentre l'idrogeochimica pone particolare attenzione alle acque di falda o lacustri, l'oceanografia chimica si occupa invece di studiare gli aspetti e processi chimici che riguardano le acque oceaniche.
Un particolare settore della geochimica è la geochimica isotopica, dedicato allo studio dei diversi rapporti che gli isotopi possono avere nella composizione delle rocce, dei sali disciolti e nell'acqua.
La geochimica ambientale si occupa dei risvolti ecologici dei cicli geochimici e dell'impatto antropico su tali cicli, dell'inquinamento delle acque naturali, del suolo e delle relative strategie di contrasto, ponendo particolare attenzione sul rischio geochimico.
La geochimica organica è una branca che si occupa particolarmente dello studio dei processi e dei composti organici derivanti dagli organismi viventi o precedentemente morti e del loro impatto geologico; la geochimica del petrolio si occupa in particolare dello studio approfondito sulle fonti naturali degli idrocarburi liquidi e gassosi. La biogeochimica invece, nel suo approccio interdisciplinare, tende a soffermarsi maggiormente sugli aspetti legati ai processi biologici di scambio di materia ed energia e sulle loro conseguenze.
La geochimica non guarda solo alla risoluzioni di problemi di natura isotopica ma offre un quadro completo della situazione del cosmo, della Terra, delle acque terrestre e dei processi magmatici di tutti gli elementi da noi conosciuti. È compito della cosmochimica lo studio della distribuzione degli elementi e dei loro isotopi nel cosmo. Il concetto di volatilità geochimica è uno dei principali fattori che rende conto della diversa distribuzione degli elementi chimici sulla Terra rispetto all'universo.

## Metodi e applicazioni
Lo sviluppo temporale della Terra può essere studiato applicando i metodi della geochimica. In base all'analisi degli isotopi degli elementi in tracce, che sono utilizzati come indicatori isotopici, è possibile ricostruire i processi di trasporto susseguitisi nell'arco degli anni. Lo studio degli isotopi instabili e dei loro prodotti del decadimento radioattivo permette anche di effettuare la datazione delle rocce tramite la geocronologia.
La genesi di minerali e rocce è strettamente legata alle loro caratteristiche termodinamiche, che se non comprese rendono impossibile la conoscenza dei processi magmatici e metamorfici. Accanto ai processi geochimici, un ruolo di grande rilevanza ha anche la genesi di materiale quale i sedimenti e i fossili, che possono anche essere datati. Ulteriori fattori sono rappresentati dalla stabilità dei minerali e delle rocce nei confronti della meteorizzazione, e non di meno anche dalla distribuzione e frequenza dei materiali sia nell'ambiente terrestre che nel sistema solare.

### Metodi di analisi
Il riconoscimento delle rocce si basa su tre principali metodi di analisi:
- micrografia: osservazione tramite microscopio ottico di un sottile strato di roccia, in particolare utilizzando luce polarizzata;
- analisi chimica elementare: per determinare la composizione elementare di una roccia (concentrazione in massa dei vari elementi, in genere espressa in termini di ossidi). Inizialmente implicava l'utilizzo di reazioni chimiche specifiche necessarie a dosare ogni singolo elemento, mentre ai giorni nostri vengono sfruttate tecniche strumentali molto sensibili e accurate quali la spettrometria di massa al plasma o la spettrofotometria XRF;
- analisi delle fasi tramite diffrazione dei raggi X: è possibile determinare la struttura cristallina dei componenti, e quindi le relative fasi, distinguendo ad esempio le varie forme di cristallizzazione della silice o le forme polimorfe dei minerali di calcio.

## Distribuzione degli elementi sulla Terra
La distribuzione degli elementi sulla crosta terrestre vede prevalere l'ossigeno legato presente in ragione del 61,1%, seguito dal silicio col 20,4%, dall'alluminio con il 6,3%, dall'idrogeno con il 2,9%, dal calcio e dal sodio con il 2,1%, dal magnesio col 2%, dal ferro con l'1,5%, dal potassio con l'1,1% e dal titanio con lo 0,2%. La restante composizione percentuale in peso è determinata da altri elementi caratterizzati da abbondanza minore dello 0,2%.
Considerando invece l'intera distribuzione sulla Terra includendo anche il nucleo terrestre, la situazione è alquanto differente. Gli elementi più abbondanti sono il ferro col 35,4%, l'ossigeno col 27,8%, il magnesio col 17%, il silicio col 12,6%, lo zolfo e il nichel col 2,7%, il calcio con lo 0,6% e l'alluminio con lo 0,4%.
La differenza di composizione riscontrata e la maggiore o minore abbondanza di un dato elemento all'interno di un ben definito strato terrestre sono spiegati in base alla classificazione Goldschmidt degli elementi chimici.